# Yakub Memon
Yakub Abdul Razak Memon (Bombay, 30 juli 1962 – Nagpur, 30 juli 2015) was een Indiaas terrorist die ter dood was veroordeeld voor zijn rol in de bomaanslagen in Bombay van 1993. Op 30 juli 2015, zijn 53e verjaardag, werd hij hiervoor opgehangen.

## Levensloop
Yakub Memon groeide op in de Byculla-wijk (een wijk in het zuiden van Bombay) waar hij de Antonio D'Souza High School bezocht. Hij behaalde een Masters in Economie en voltooide in 1990 een studie tot registeraccountant. In 1991 richtte Memon het accountantskantoor 'Mehta & Memon Associates' op samen met zijn jeugdvriend Chetan Mehta. Een jaar later scheidden hun wegen, en richtte Memon een ander accountantskantoor op: 'AR & Sons' (vernoemd naar zijn vader). Dit kantoor was zo succesvol dat Memon een prijs won van de vertegenwoordigers van zijn Memon-kaste in Bombay.

## Bomaanslagen in 1993
Volgens de autoriteiten van India, hielp Memon zijn broer Tiger Memon en Dawood Ibrahim financieel bij het voorbereiden en uitvoeren van de bomaanslagen. Memon zou zijn broer geld hebben gegeven, de training van 15 jongeren die naar Pakistan gestuurd waren om te leren om te gaan met wapens en munitie hebben betaald, de voertuigen hebben gekocht die bij de bomaanslagen werden gebruikt en wapens hebben opgeslagen.
Volgens de autoriteiten werd Memon op 5 augustus 1994 gearresteerd op het Centraal Station van New Delhi. Zelf heeft Memon altijd beweerd dat hij zich in Nepal aan de politie heeft overgegeven op 28 juli 1994. Bij zijn arrestatie had Memon een koffer bij zich, waarin zich een belastende opname bevond van een gesprek in Karachi tussen Yakub Memon, Tiger Memon, hun broers Suleman en Ayub Memon, Taufiq Siddique Jaliawala en Syed Arif (een Pakistaans smokkelaar). 

Op 27 juli 2007 werd Memon schuldig bevonden aan samenzwering, hulp bij het uitvoeren van een terroristische aanslag, illegaal wapenbezit en smokkel en het bezit van explosieven met als doel levens van mensen in gevaar te brengen. Hij kreeg hiervoor respectievelijk de doodstraf, een levenslange gevangenisstraf, een gevangenisstraf van 14 jaar en een gevangenisstraf van 10 jaar.
Memon ging in beroep bij het Hooggerechtshof van India. Op 21 maart 2013 werd zijn doodvonnis bevestigd voor het financieren van de terroristische aanslagen. Volgens het Hooggerechtshof had Memon een belangrijke rol gespeeld in het mogelijk maken van de aanslagen en was hij een van de hoofddaders. Memon bleef zijn onschuld vasthouden.
Memon diende vervolgens een verzoek in om zijn doodstraf om te zetten. Op 30 juli 2013 verwierp het Hooggerechtshof dit verzoek. Een gratieverzoek aan de president van India, Pranab Mukherjee, werd verworpen op 11 april 2014.
Op 1 juni 2014 kreeg Memon uitstel van executie, nadat een bezwaar van hem tegen de besloten behandeling van zijn beroep gegrond was verklaard. In december 2014 werd dit uitstel verlengd. Op 24 maart 2015 werd het beroep in een openbare zitting behandeld. Op 9 april 2015 echter werd het beroep door het Hooggerechtshof verworpen.
Memon diende vervolgens een zogenaamde 'curatieve petitie' in, een vorm van beroep die India kent waarin het Hooggerechtshof kijkt of een iemand die definitief veroordeeld is recht heeft op verlichting van de straf. Dit verzoek werd afgewezen op 21 juli 2015. In de tussentijd was door de overheid van Maharashtra de datum van executie vastgesteld op 30 juli 2015. Memon diende de laatste dagen nog een aantal verzoeken om genade in bij de Gouverneur van Maharashtra en de president van India, en verzoek tot uitstel van executie bij het Hooggerechtshof. Alle verzoeken om clementie werden verworpen, en ook het Hooggerechtshof oordeelde op 29 juli definitief dat het doodvonnis onherroepelijk was.
De doodstraf voor Yakun Memon was in India niet onomstreden. Een groot aantal prominenten en vertegenwoordigers van de moslimgemeenschap pleitten voor herziening van het vonnis. Op 26 juli 2015 dienden enkele prominenten een verzoek tot herziening in bij de president van India.

### Gevangenschap en executie
Memon werd oorspronkelijk vastgehouden in de gevangenis van Yerwada, en in augustus 2007 overgebracht naar de gevangenis van Nagpur. Gedurende zijn gevangenschap behaalde Memon nog twee Master-titels aan de Indira Gandhi National Open University: in 2013 in Engelse literatuur en in 2014 in politieke wetenschappen.
In de vroege ochtend van 30 juli, zijn 53e verjaardag, werd Memom om 4 uur lokale tijd gewekt. Hem werd toegestaan een warm bad te nemen, en kreeg schone kleren. Ook mocht hij enige tijd in de koran lezen en bidden. Daarna kreeg hij zijn laatste maaltijd en onderging hij een laatste medische controle. Rond 6:30 uur werd hij opgehangen.

## In populaire media
In de film Black Friday over de bomaanslagen in Bombay, werd de rol van Memon gespeeld door de acteur Imtiaz Ali.